# Atrichochira
Atrichochira – rodzaj muchówek z rodziny bujankowatych (Bombyliidae). Opisane są cztery gatunki, dwa z południowej Afryki i dwa z zachodniej Australii.

## Gatunki
- Atrichochira commoni Lambkin & Yeates, 2003
- Atrichochira inermis (Bezzi, 1912)
- Atrichochira paramonovi Lambkin & Yeates, 2003
- Atrichochira pediformis (Bezzi, 1921)